# Dolichoderus lujae
Dolichoderus lujae é uma espécie de formiga do gênero Dolichoderus.